# Eeva-Kaarina Volanen

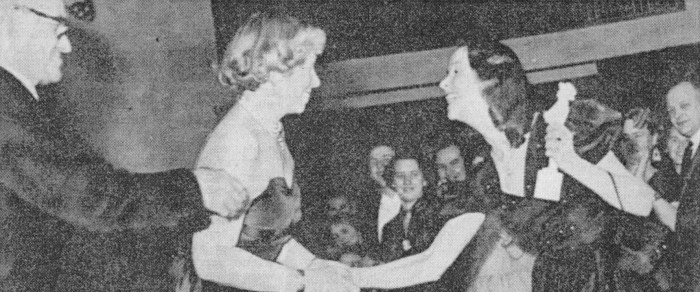
Annikki Arni (izq.) entrega el Premio Jussi a Eeva-Kaarina Volanen en 1950

Eeva-Kaarina Volanen (15 de enero de 1921 – 29 de enero de 1999) fue una actriz teatral, cinematográfica y televisiva finlandesa.

## Biografía

### Inicios
Nacida en Kuusankoski, en la actualidad parte de Kouvola, Finlandia, sus padres eran Toivo Richard Volanen, un conductor de locomotoras, y Martta Adele Volanen. Su madre era una actriz aficionada, habiendo participado en la representación de la obra Nummisuutarit. Tenía una hermana, Anna-Liisa, unos años mayor, que tocaba el violín en la orquesta Kuusankoski.
En sus años de formación demostró tener habilidad para la danza y para el ejercicio, todo lo cual le facilitó iniciarse gradualmente en el mundo del espectáculo. Volanen debutó sobre el escenario en el Kuusankoski Kansannäyttämön en el año 1941. Gracias a su habilidad como bailarina, obtuvo un papel en la obra musical de temática húngara Viinityttö. Su primer papel en una obra de teatro llegó en el drama de Hella Wuolijoki Niskavuori. Tuvo buenas críticas, lo cual animó a Volanen a seguir la carrera de actriz.

### Carrera Teatral
Cuando estalló la Guerra de Continuación en el verano de 1941, la actividad del Kuusankosken Työväenteatteri prácticamente cesó. Volanen participó en una gira de entretenimiento dirigida por Veikko Linna, y en 1942 ingresó en el Aunuksen Teatteri, uno de los teatros destinados al entretenimiento en la guerra, y que dirigía Rafael Stenius. Entre las obras que representó figuran Jääkärin morsian, en la que tuvo el papel titular, y Syntipukki, de  Yrjö Soini.
En el otoño de 1944 Volanen ingresó en el Kotkan kaupunginteatteri de la ciudad de Kotka, a sugerencia del actor Kaarlo Wilska. Su primer papel fue el de Mariella en Kirkas hetki. En enero de 1945 obtuvo su primer éxito artístico encarnando a Perdita en la obra de William Shakespeare Cuento de invierno. El director administrativo del Teatro Nacional de Finlandia, Teuvo Puro, quedó impresionado por el trabajo de Volanen, gracias a lo cual la actriz se mudó al Teatro Nacional, donde actuó entre 1945 y 1946.
Volanen debutó en el Teatro Nacional de Finlandia el 5 de septiembre de 1945 con el papel de Liisaa en la comedia de Arvi Pohjanpää Keisarin käräjät. Sin embargo, su primer papel relevante en el citado teatro fue el de Julieta en la tragedia de Shakespeare Romeo y Julieta, representada en la primavera de 1946. Volanen alternó el papel de Julieta con la actriz Ansa Ikonen, encarnando a Romeo Rauli Tuomi.
Otro papel destacado de su período en el Teatro Nacional fue el tiular en la obra de Jean Anouilh Antígona, estrenada en marzo de 1947.
Volanen desempeó papeles importantes en el Teatro Nacional a partir de 1947, y empezaba a ser considerada como la sucesora de Ida Aalberg. En el otoño de 1947 trabajó por vez primera en una obra de Antón Chéjov, Las tres hermanas, con el papel de Irina. Eino Kalima decidió sumar a Volanen en su grupo de intérpretes de Chéjov, que contaba con Tarmo Manni, Rauha Rentola y Vilho Siivola. Volanen actuó también con frecuencia bajo la dirección de Wilho Ilmari, guardando amistad con él y con Kalima. En marzo de 1950 se estrenó en el Teatro Nacional La gaviota, de Chéjov, bajo la dirección de Eino Kalima, aunque la actriz no convenció a la crítica por su trabajo. En la primavera del siguiente año fue Ania en El jardín de los cerezos, y en otoño de 1955 Sonia en Tío Vania.
Volanen dejó el Teatro Nacional en el otoño de 1957, pasando al Tampereen Teatteri, en Tampere, en el que trabajaba como director su marido, Sakari Puurunen. En total, Volanen interpretó ocho papeles en dicho teatro, siendo dos de las obras representadas Idealistissa, de Kaj Munk, y Ruohossa, de Walentin Chorell. En Tampere también representó a Chéjov, repitiendo su papel en Tío Vania, personaje que encarnaba Leevi Kuuranne. Otro papel particularmente difícil que llevó a cabo fue el de Natasha  en la adaptación de la novela de León Tolstói Guerra y paz, uno de los trabajos más destacados de su carrera.
Sakari Puurunen fue elegido director del Teatro Helsingin Kansanteatteri-Työväenteatteri, en Helsinki, por lo que el matrimonio volvió a dicha ciudad. De esta manera, Volanen volvía a actuar en el Teatro Nacional. En noviembre de 1959 se estrenaba El sueño, de August Strindberg, con dirección de Arvi Kivimaa. El personaje de Volanen, un papel de gran dificultad, fue recibido muy positivamente por la crítica.
En los años 1960 volvió a representar a Chéjov, pero también obras como Torquato Tasso (1965), de Johann Wolfgang von Goethe, y Antígona (1968), de Sófocles.
En 1961 volvió a representar La gaviota, obra que también se llevó a escena fuera de Finlandia, en concreto, en el Teatro Hebbel de Berlín en 1961, en París en 1962, en Moscú y Leningrado en el verano de 1962, y en Lübeck en 1963. 
Volanen actuó de nuevo en El jardín de los cerezos en la primavera de 1963, esta vez como la madre de Ania, papel que le valió igualmente muy buenas críticas.
Ya con 42 años, Volanen encarnó con éxito a la joven Maiju en la pieza de Minna Canth Papin perhe, llevada a escena en la primavera de 1963.
En la obra de Paul Claudel Keskipäivän taite, representada en la primavera de 1965, Volanen fue Yséa bajo la dirección de Jack Witikka, siendo acompañada por los actores Matti Ranin, Heikki Savolainen y Matti Varjo.
Volanen celebró sus 25 años como actriz en 1968. Para celebrar el aniversario escogió la divertida pieza de Victorien Sardou Erotaan pois, encarnando a Cyprien. Este personaje había sido interpretado en Finlandia por actrices de la talla de Ida Aalberg y Helmi Lindelöf, y dio a Volanen la oportunidad de demostrar su capacidad artística. El protagonista masculino de la obra fue Joel Rinne.
En total, a lo largo de los años 1960 hizo un total de 26 papeles, la mayoría de ellos como protagonista, actuando tanto en comedias como en tragedias, en obras clásicas y contemporáneas.
En la década de 1970 las actuaciones de Volanen empezaron a disminuir. Compensó la falta de papeles con la interpretación de monólogos, el primero de ellos el escrito por Juha Mannerkorpi Ennen kuin me kaikki olemme hukkuneet, que se llevó a escena en abril de 1971.
En 1972 fue Nora en Casa de muñecas, de Henrik Ibsen, dirigida por Sakari Puurunen. Estrenada fuera de la temporada oficial, la obra se representó también en gira durante varios años por diferentes lugares de Finlandia.
Volanen fue nombrada profesora en 1974. En sus cinco años como tal, recibió invitaciones para visitar el Teatro de Mikkeli y en Vaasa el Vaasan kaupunginteatteri, en ambos casos para trabajar con piezas de Chéjov. En Mikkeli representó Tío Vania dirigida por su esposo, y en Vaasa El jardín de los cerezos, siendo la dirección de Hannu Lumivuori. En el otoño de 1974 trabajó en el Teatro Nacional, bajo la dirección de Esko Elstelä, en la pieza de Alfred de Musset Lorenzo. En la primavera de 1976 representó Elämän kehdossa, de Marin Sorescu. Al siguiente año actuó en una obra de Pierre de Marivaux, Harhatunteet, siendo la dirección de Esko Elstelä.
Volanen actuó en el año 1981 en la opereta de Jacques Offenbach La vida parisina. La acogida fue buena por parte del público. Dos años más tarde fue Helene Alving en la obra de Ibsen Espectros, y en 1984 encarnó a Linda en Muerte de un viajante, de Arthur Miller, pieza que permaneció varios años en cartel.
Aunque continuó con su carrera teatral, Eeva-Kaarina Volanen decidió retirarse del Teatro Nacional en el año 1990.
Volanen fue cofundadora del conjunto teatral Raivoisat Ruusut en la segunda mitad de los años 1980. Iniciado por Ritva Siikala, estaba formado por actrices que interpretaban tanto papeles femeninos como masculinos. Otra de las componentes era Maija Karhi. Raivoisat Ruusut dio su primera representación en Helsinki en el verano de 1988, un show titulado Raivoisat ruusut – kronikka vallasta. Participaron un total de cuarenta actrices, entre otras Ritva Ahonen, Eeva Eloranta y Seela Sella, siendo la obra un éxito de público y crítica.
La sociedad Minna Canth eligió a Volanen como presidenta en 1990. Ese mismo año, y bajo la dirección de Ritva Siikala, protagonizó el drama de Eugene O'Neill Largo viaje hacia la noche. La obra se representó en el Lahden kaupunginteatteri, en Lahti, y actuaba también Lasse Pöysti.
En 1992 Volanen actuó con el grupo Raivoisat Ruusut en la pieza Onnenseitissä, una producción basada en los cuentos de Maria Jotuni. El resultado fue exitoso, y la obra se representó durante dos años, incluyendo una grabación de teatro televisado.
Las últimas actuaciones de Volanen fueron: un monólogo de Helene Schjerfbeck, Surukin on rikkautta, Helene que, contrariamente a lo esperado, fue un éxito comercial y se representó en el Teatro Nacional y en gira por el país. La obra fue emitida por televisión, dirigida por Kirsti Petäjäniemi, en 1992; el papel protagonista de Olga (1995), obra escrita para la actriz por Laura Ruohonen y llevada a escena en el Teatro Nacional; y el papel de Duquesa de York en la pieza de Shakespeare Ricardo III.

### Cine

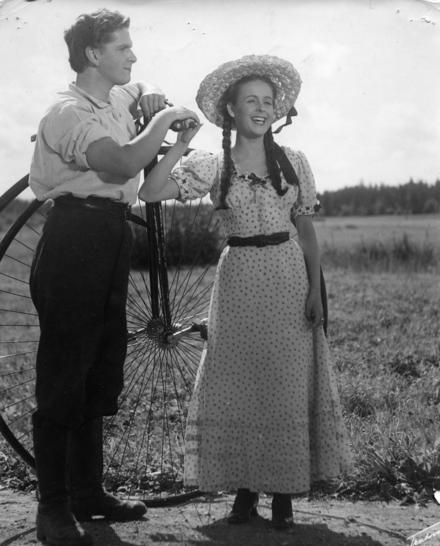
Matti Ranin y Eeva-Kaarina Volanen en Katupeilin takana

La carrera cinematográfica de Volanen fue relativamente corta, aunque de una elevada calidad artística. Fue galardonada con cuatro Premios Jussi por su trabajo, aunque la actriz no valoraba tanto su carrera en el cine como la teatral.
Hannu Leminen y Toivo Särkkä se habían fijado en el trabajo teatral de la actriz, y le dieron el papel protagonista de la película Synnin jäljet, estrenada en 1946. La cinta fue coprotagonizada por Tapio Rautavaara.
En 1947 protagonizó junto a Rauli Tuomi dos melodramas: Naiskohtaloita y Suopursu kukkii. Volanen y Tuomi actuaron también juntos en el teatro, como en Antígona. Sin embargo, la muerte temprana del actor puso fin a la colaboración.
En julio de 1948 llegó la comedia romántica Toukokuun taika, en la cual Volanen actuaba junto a Ekke Hämäläinen. Al siguiente año se estrenó la comedia Ruma Elsa, protagonizada por Volanen. Su trabajo en dicha cinta tuvo un resultado controvertido, no siendo del gusto de todo el público.
Volanen tuvo un papel de reparto en el cuento de hadas estrenado en 1949 Prinsessa Ruusunen. A finales de ese año fue protagonista de la comedia escrita por Seere Salminen Katupeilin takana, con un papel que ya le era familiar en el teatro. En la cinta actuaba junto a Matti Ranin. En noviembre de 1950 se estrenó otra comedia escrita por Salminen, Katarina kaunis leski, en la que actuaba con Martti Katajisto. Sin embargo, la película no consiguió el éxito de la anterior.
Volanen hizo en 1951 un papel clave en el drama histórico Hallin Janne. Aunque la crítica fue buena, la producción no tuvo buen resultado de taquilla. Ese mismo año estrenó también un musical romántico, Kesäillan valssi, en el que actuaba con Leif Wager. Tuvo buen resultado de público, y se rodó una secuela en 1954, Onnelliset, que al igual que la primera tenía composiciones de Oskar Merikanto En la cinta actuaba también la cantante de ópera Maaria Eira.
En los años 1950 estaban de moda las películas por episodios, y Volanen actuó en dos producciones del género: Kolmiapila (1953) y Kun on tunteet (1954). En la primera de ellas trabajó con Tauno Palo, actor con el cual había coincidido en el teatro.
La última película de Volanen fue Musta rakkaus, estrenada en abril de 1957 y basada en una novela de Väinö Linna. Volanen actuaba junto a Jussi Jurkka.
Por su trabajo cinematográfico, Volanen recibió cinco Premios Jussi: En 1948 por Naiskohtaloita, en 1949 por Ruma Elsa, en 1950 por Katupeilin takana y por Hallin Janne, y en 1992 un Premio Jussi a su carrera.

### Televisión
A partir de los años 1960 Volanen actuó en varios telefilmes y emisiones de teatro televisado. Sus actuaciones más destacadas tuvieron lugar en Magdaleena ja maailman lapset (1971) y en Hänen olivat linnut (1976). Esta última producción, dirigida por Ritva Nuutinen, se convirtió en un clásico del teatro televisivo finlandés.
En 1981 protagonizó una película de casi tres horas de duración, Sijan tiijän kussa synnyin, dirigida por Sakari Puurunen. Su papel de despedida fue el de Nelly en el telefilm dirigido por Matti Ijäs Pala valkoista marmoria (1998). El telefilm, en el cual también actuaba Lasse Pöysti, obtuvo un Prix Italia.

### Radio
Eeva-Kaarina Volanen actuó también para la radio entre 1947 y 1978, aunque estuvo particularmente activa hasta 1957. Entre las múltiples producciones radiofónicas en las que participó, figuran adaptaciones de obras teatrales como  Las tres hermanas, El jardín de los cerezos y La gaviota, de Antón Chéjov; Antígona, de Jean Anouilh; Romeo y Julieta y Otelo, de William Shakespeare; Casa de muñecas, de Henrik Ibsen, entre otras muchas,

### Vida privada
Eeva-Kaarina Volanen estuvo casada con el profesor y director Sakari Puurunen. No tuvieron hijos. La actriz falleció a causa de una enfermedad repentina dos semanas después de cumplir los 78, en Helsinki, el 29 de enero de 1999. Fue enterrada en el Cementerio de Hietaniemi junto a su esposo.
Por su trayectoria artística, recibió en el año 1966 la Medalla Pro Finlandia, y en 1987 el Premio Ida Aalberg.

## Actuaciones teatrales (selección)
- 1945 y 1950 : Cuento de invierno, de William Shakespeare
- 1946 : Katupeilin takana, de Seere Salminen
- 1946 : Romeo y Julieta, de William Shakespeare
- 1947 : Otelo, de William Shakespeare
- 1947 : Antígona, de Jean Anouilh
- 1947 y 1971 : Las tres hermanas, de Antón Chéjov
- 1949 : Noche de reyes, de William Shakespeare
- 1950, 1961 y 1985 : La gaviota, de Antón Chéjov
- 1951 : Lea, de Aleksis Kivi
- 1952 : Maunu Tavast, de Eino Leino
- 1953, 1963 y 1976 : El jardín de los cerezos, de Antón Chéjov
- 1953 y 1980 : El sueño de una noche de verano, de William Shakespeare
- 1955, 1957 y 1975 : Tío Vania, de Antón Chéjov
- 1956 : El avaro, de Molière
- 1956 : La gata sobre el tejado de zinc, de Tennessee Williams
- 1956 : Seitsemän veljestä, de Aleksis Kivi
- 1958 y 1961 : Ruoho, de Walentin Chorell
- 1959 : Guerra y paz, de León Tolstói y Erwin Piscator
- 1959 : El sueño, de August Strindberg
- 1963 : Papin perhe, de Minna Canth
- 1964 : Macbeth, de William Shakespeare
- 1965 : Keskipäivän taite, de Paul Claudel
- 1965 : Torquato Tasso, de Johann Wolfgang von Goethe
- 1966 : Toukokuun lumi, de Eeva-Liisa Manner
- 1968 : Antígona, de Sófocles
- 1971 :  Ennen kuin me kaikki olemme hukkuneet, de Juha Mannerkorpi
- 1972 : Casa de muñecas, de Henrik Ibsen
- 1974 : El zoo de cristal, de Tennessee Williams
- 1983 : Espectros, de Henrik Ibsen
- 1984 : Muerte de un viajante, de Arthur Miller
- 1989 : Largo viaje hacia la noche, de Eugene O’Neill
- 1994 : Onnenseitti, de Maria Jotuni, Marja Kaarina Mykkänen y Ritva Siikala
- 1995 : Olga, de Laura Ruohonen
- 1997 : Ricardo III, de William Shakespeare

## Filmografía
- 1946 : Synnin jäljet
- 1946 : ”Minä elän”
- 1947 : Naiskohtaloita
- 1947 : Suopursu kukkii
- 1948 : Toukokuun taika
- 1949 : Ruma Elsa
- 1949 : Prinsessa Ruusunen
- 1949 : Katupeilin takana
- 1950 : Hallin Janne
- 1950 : Katarina kaunis leski
- 1951 : Kesäillan valssi
- 1953 : Kolmiapila
- 1954 : Kun on tunteet
- 1954 : Onnelliset
- 1957 : Musta rakkaus
- 1965 : Valkoinen kissa (TV)
- 1967 : Ihmisiä elämän pohjalla (TV)
- 1967 : Madame de... (TV)
- 1971 : Magdaleena ja maailman lapset (TV)
- 1972 : Ennen kuin me kaikki olemme hukkuneet (TV)
- 1976 : Hänen olivat linnut (TV)
- 1979 : Eikä lapsuus irtoa ihmisestä (TV)
- 1980 : Tulipää (TV)
- 1981 : Sijan tiijän kussa synnyin (TV)
- 1992 : Surukin on rikkautta (TV)
- 1993 : Idan jengi (TV)
- 1996 : Onnenseitti (TV)
- 1998 : Pala valkoista marmoria (TV)